# Location View
Location View es un programa desarrollado en Tokio por LocationView Co. Ofrece a los usuarios la opción de ver imágenes en 360 grados en horizontal y 180 en vertical. También tiene, a diferencia de otros servicios como Google Street View o MapJack, la opción de controlar la velocidad a la que se cambian los frames de las imágenes, haciendo que se reproduzcan entornos animados.
Este servicio apareció el 14 de mayo de 2007 solo en Japón.
En este año, cuando se lanzó, incluía ciudades Japonesas importantes como Tokio, Yokohama, Kawasaki, Osaka, Nagoya, Kioto e Himeji. Desde entonces, se han añadido los alrededores de algunas de estas ciudades.

## Técnica de mapeo
Para obtener todas las imágenes que tiene este servicio Japonés, LocationView Co., contrato a taxistas jubilados para que condujesen sus coches equipados con las cámaras equipadas para que sacasen las fotos sin que los creadores tuviesen que ir ellos mismos. Este proceso se repite cada 1 o 2 años. La última actualización fue el 1 de septiembre de 2008.

## Cobertura
Desde el 1 de septiembre de 2008, el programadas tiene las siguientes localizaciones:
- Akita, Akita

- Anamizu, Ishikawa

- Chiba, Chiba

- Fukui, Fukui

- Fukuoka, Fukuoka

- Castillo de Himeji (incluyendo las áreas del exterior)

- Hiroshima

- Kamisu, Ibaraki

- Kashiwazaki, Niigata

- Kawasaki, Kanagawa

- Kitaazumi, Nagano (Área de Hakuba)

- Kitakyūshū

- Kioto

- Minoh, Osaka

- Nagoya

- Nanao, Ishikawa

- Nara, Nara

- Noto, Ishikawa

- Osaka

- Saitama, Saitama

- Seto, Aichi

- Shika, Ishikawa

- Tokio

- Tomioka, Fukushima

- Tono, Iwate

- Toyota, Aichi

- Wajima, Ishikawa

- Yokohama

- Yoshinogawa, Tokushima